# I. Boleszláv lengyel király
I. Boleszláv, ismertebb nevén Bátor Boleszláv vagy Nagy Boleszláv (lengyelül: Bolesław I Chrobry vagy Bolesław I Wielki), régiesen Boleszló (967 – 1025. június 17.) lengyel uralkodó a Piast-házból. 992. május 25-étől 1025 húsvétjáig fejedelemként, élete utolsó hónapjaiban királyként uralkodott. Országának fennhatóságát kiterjesztette Pomeránia, Lausitz (Luzsica, Lusatia) és egy ideig a cseh fejedelemség területére. Lengyelországot Európa egyik fontos országává tette, létrehozta a német irányítástól független lengyel egyházat.

## Élete

### Boleszláv fiatal évei és trónra kerülése
I. Mieszko és I. Boleszláv hasonló szerepet tölt be a lengyel történelemben, mint Géza fejedelem és Szent István a magyaréban. Mieszko, a Piast-dinasztia első jelentős tagja egyesítette uralma alatt az Odera és Visztula folyók között és a Warta folyó mentén lakó törzseket, majd egy katonai vereség hatására Lengyelország későbbi sorsát alapvetően meghatározó változtatásokra kényszerült. 965-ben feleségül vette a keresztény Dobrawa hercegnőt, maga is megkeresztelkedett és I. Ottó német-római császártól térítő papokat kért. Elsőszülött fia, Boleszláv nevével  a Quedlinburgban tartott birodalmi találkozó kapcsán találkozhatunk a forrásokban először. A 973. húsvétján tartott találkozón az akkor nyolcéves körüli Boleszláv képviselte Lengyelországot, és bizonytalan, hogy a lengyel fejedelem ekkor békét szavatoló túsznak, vagy diplomáciai küldetést teljesítő követnek volt-e tekinthető.

### Mieszko halála után
I. Mieszko lengyel fejedelem és Dobrawa Przemyśl (a cseh I. Kegyetlen Boleszláv fejedelem és Adiva, angol hercegnő leánya) fiaként született. Mieszko 992. május 25-én halt meg. Az ezt követő eseményekről a források ellentmondásosak, egyes feltételezések szerint Mieszkónak szándékában állt elsőszülött fiát kizárni az örökösödésből, mások szerint felosztotta az országot három fia között. A jelek arra mutatnak, hogy ezután mintegy három évig trónharcok voltak Lengyelországban. Mieszko második felesége, Oda saját fiát akarta a lengyel trónra ültetni és e törekvésében élvezte a kijevi nagyfejedelem, Nagy Vlagyimir támogatását is. A kísérlet végül nem járt sikerrel, Boleszláv mostohaanyját és féltestvéreit kijevi száműzetésbe tudta kényszeríteni. 995-ben már szilárd hatalma lehetett Lengyelországban, ezt az is mutatja, hogy III. Ottó oldalán részt vett a még meg nem keresztelkedett szláv törzsek elleni hadjáratokban. 996-ban meghódította Pomerániát (a Balti-tenger melletti vidéket), és nem sokkal ezután elfoglalta – a korábban cseh birtokban lévő – Krakkót. Szláv történetírók állítása szerint Boleszláv 999-ben II. Boleszláv cseh fejedelem halála után Magyarország északnyugati felföldét, a tótok hazáját is országához csatolta. Szerintük a területet azután I. István magyar király foglalta volna vissza a lengyelektől. De ez az állítás hiteles alappal nem bír.

### AGnieznói főegyházmegyemegalapítása
A következő években a német–lengyel viszony konfliktusmentes volt és ez alkalmat adott Boleszlávnak arra, hogy folytassa apja megkezdett művét, a lengyel állami és egyházi szervezet kiépítését. A korabeli fiatal keresztény államok függetlenségének legjelentősebb eleme az önálló egyházszervezet volt és a jelek szerint Mieszkónak ezen a téren nem sikerült teljes sikert elérnie. Lengyelország első püspöke, Jordan – a források egy része szerint vándorpüspökként, más része szerint Poznań székhellyel – a magdeburgi érseknek volt alárendelve. Ez egyértelmű német befolyást jelentett, ezért 999-ben a Gnieznói főegyházmegye megalapítása az önálló Lengyelország megteremtésének egyik legjelentősebb eseménye volt. Az érsekség megalapítása a kor egyik Európa-szerte ismert egyházi személyisége, Szent Adalbert halálával volt kapcsolatos. Boleszláv jó barátságban volt Adalberttel, és mikor a püspököt 997-ben Gdańsk közelében megölték, holttestét – súlyával megegyező mennyiségű aranyért – kiváltotta, majd Gnieznoban temettette el. A szertartáson részt vett Adalbert volt tanítványa, III. Ottó német-római császár, és azzal tette nevezetessé az 1000 márciusi alkalmat, hogy személyesen koronázta Boleszlávot Lengyelország királyává. Ekkor lándzsát adományozott a lengyel fejedelemnek (ekkor még nem király). Lengyel és német történészek régóta vitatkoznak arról, vajon ez a hűbéri felsőbbség, illetve alávetettség jele volt-e, vagy nem.
Szent Adalbert tisztelői és barátai közé számított Ottó mellett és II. Szilveszter pápa is, hozzájárultak ahhoz, hogy a vértanú püspök sírja egy új érsekség székhelye legyen. Ennek élére Szent Adalbert testvére, Szent Gaudentius került. Boleszláv ezután átalakította Lengyelország egyházi szervezetét, amely így közvetlenül pápai fennhatóság alatt álló nemzeti egyház lett, és függetlenné vált a német egyházi irányításától.

### Német–lengyel háborúk

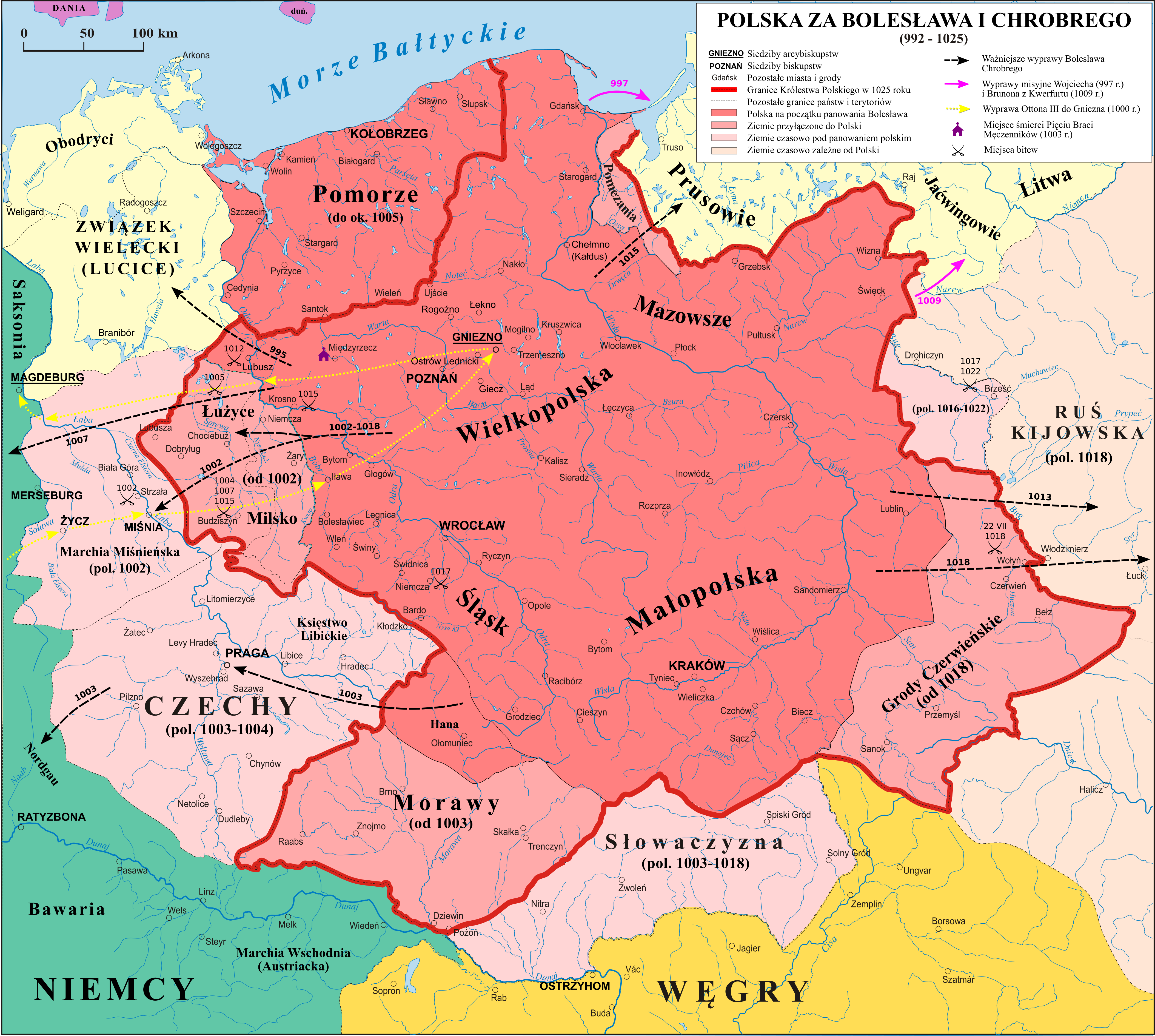
I. Boleszláv birodalma

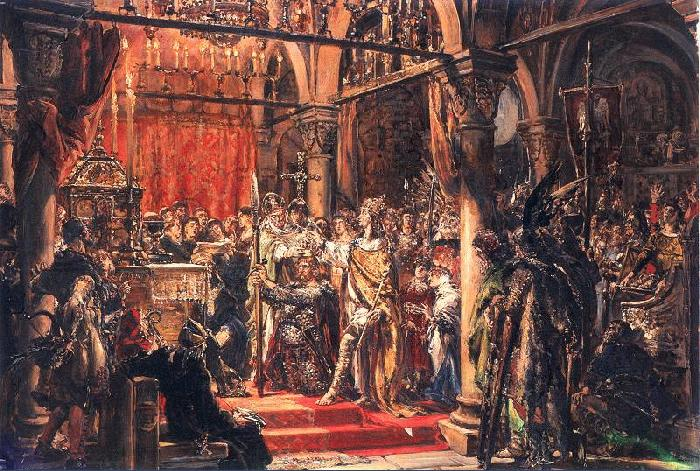
Jan Matejko (1838–1893): Az első király megkoronázása AD. 1001 (1889)

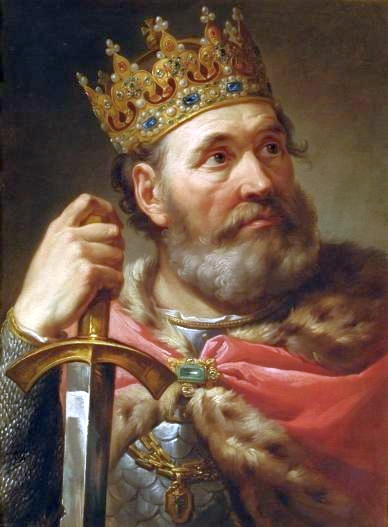
Marcello Bacciarelli (1731–1818): I. Boleszláv, Lengyelország királya

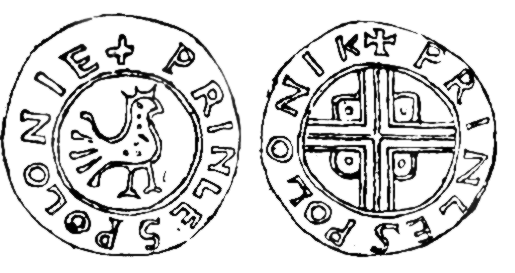
Boleszláv dénárja

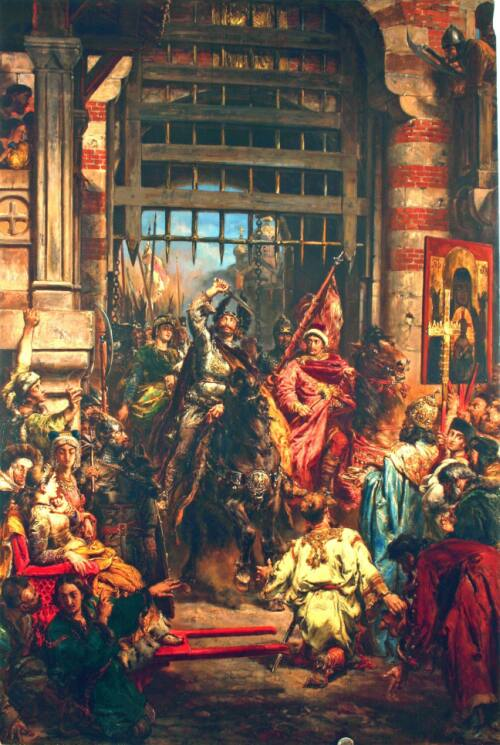
Jan Matejko: Boleszláv Szvjatopolkkal a Kijevi Aranykapunál (1883)

Boleszláv Ottó 1002-es halála után megszerezte Lausitz (Luzsica) és Misnia (Meißen) császári területét.
Ekkor történt, hogy a rémuralmat gyakorló III. Boleszláv cseh fejedelem az ellene behívott trónkövetelőkkel szemben I. Boleszláv segítségét kérte. I. Boleszláv 1003-ban vissza is helyezte cseh védencét országának élére, de néhány hónap múlva megvakíttatta, és trónját Prágában maga foglalta el. Ezután Meissen vára alá vonult, hogy megadásra bírja. Hozzátartozik a dologhoz, hogy 1003-ban II. Henrik német-római császár ellen lengyel támogatással fellázadt saját öccse, Brunó és Babenberg Ernest őrgróf, és mikor ezeket a Henrik csatában legyőzte, I. Boleszláv prágai udvarába menekültek. Brunó még idejében, 1004-ben átjött Magyarországra, és Gizella és I. István közbenjárásával bocsánatot nyert a fivérétől.
Henrik 1004-i hadjáratával kiszorította Csehországból a lengyel fejedelmet, és a cseh uralkodócsaládból származó Jaromírt ültette a cseh trónra, majd 1005-ben Poznańban Boleszlávot békére és hódításai feladására kényszerítette.
Henrik 1007-ben indított másodszor hadat a cseh és elbai szláv ügyekbe beavatkozó Boleszláv ellen, de Szászország felől támadó serege vereséget szenvedett, és Boleszláv az Elbán túli gauokat elfoglalta. Ezért Henrik még ez év végén I. Istvánhoz küldte követségbe fivérét, Brunó püspököt, valószínűleg a lengyelek elleni háborúba való bevonás végett.
1010 tavaszán kezdett Henrik egy újabb hadjáratot Szászországból Sziléziába. Ezt követően Boleszláv távolról beavatkozott a cseh hercegek trónviszályába, végül, amikor 1013-ban hírt kapott I. Vlagyimir kijevi nagyfejedelem ellene való készülődéséről, békét kért Henriktől, és Merseburgban a hűségesküt megújította.
A harmadik német-lengyel háború, melyet az robbantott ki, hogy Boleszláv ezúttal fia, Mieszko révén ismét beavatkozott a cseh hercegség ügyeibe, 1015-től 1018-ig tartott. Henrik Odera menti hadjáratai, amellyel Boleszlót hűbéressé akarta kényszeríteni, eredménytelenek maradtak, s az 1018-i bautzeni békében kénytelen volt megelégedni azzal, hogy Boleszláv Csehország és a meisseni grófság iránt táplált igényeiről lemondott. Ez a háború magyar szempontból is figyelmet érdemel, mert ekkor értesülünk először Morva völgyi harcokról; 1015-ben Boleszláv harcosai betörtek zsákmányolni a bajor Ostarrichi őrgrófságba, a későbbi Ausztriába, 1017-ben pedig Boleszláv "morva vitézei" egy bajor sereget megleptek, továbbá Csehországban egy várat elfoglaltak. Mindkét évben Henrik osztrák őrgróf ellentámadása nyomta őket vissza. Ezek a támadások jelzik, hogy a lengyel hadszíntér ekkor áttevődött Morvaországba is; lengyelek és velük együtt morvák a Morva völgyén kétszer benyomulva a Dunáig pusztítottak. Boleszlávnak az tette lehetővé Ausztria pusztítását, hogy kezére jutottak a Morva völgyi magyar határvárak. Ilyen volt Sasvár, feljebb pedig az Anonymus említette Sárvár (alighanem Holics-Újvár mellett) és Borona (valószínűleg Uherské Hradiště (Magyarhradis). Így a harmadik német-lengyel háborúnak előzménye lehetett Boleszláv támadása, 1014-ben a magyar határvárak ellen, amiről Thietmar is az 1018-i események kapcsán szól. Thietmar szerint Boleszlónak "volt egy nagy vára, ill. városa (urbs, civitas) saját országa és Magyarország végein, melynek őrzését Prokuj főúrra, a magyar király nagybátyjára bízta, kit a király székéből, úgy, mint most, régebben is elűzött. István király nagylelkű volt vele szemben, és ezért az Isten igazi győzelmet adott neki a fent említett váron, úgy, mint a többieken". Ez a győzelem pedig 1018 előtt történt. Mint láttuk, Gyula az Ajtony-hadjárat (1008) után pártolt át Boleszlávhoz. Annak, hogy Boleszló 1013 előtt Magyarországot megtámadta volna, semmi jele. Ráadásul 1013-ban Boleszló hűséget fogadva Henriknek, helyreállította a régi viszonyt, s ez egy esetleges magyar-lengyel konfliktus esetén ugyanilyen békével járt volna. Henrik itáliai hadjárata és levonulása Rómába császárrá koronáztatása végett (1013–1014) kedvező helyzetet teremtett Boleszlávnak Morvaország és a magyar határvárak elfoglalására, s így érthető, hogy a régi morva központok tövében épült magyar várak és talán Trencsén kezére jutottak. Hogy melyik várat bízta Boleszláv Gyulára, biztosan el nem dönthető kérdés: Pauler Gyula kérdőjellel Trencsént vetette fel, míg Robert Holtzmann a Kárpátokon túl fekvő Teschenre gondolt. Mivel Gyula akkor kapott kormányzásra egy nagy váras helyet, amikor Boleszláv még nem keveredett harcba Istvánnal, Trencsénre alig gondolhatunk, inkább valamelyik nagy helyre az Északnyugati-Kárpátok előterében, Krakkó és a Morva középső szakasza között. Innen indított 1014-ben Boleszló Gyulával hadat a Morva völgyében fekvő magyar várak ellen, majd a magyaroktól elfoglalt Morva melléki várakból támadták a Dunáig terjedő vidéket, amíg István király Erős Henrik 1017-i támadásával egyidejűleg vissza nem foglalta e várakat s Gyulát elűzte a határvárból. Ez az egykorú adatokból elég világosan körülhatárolható konfliktus a Bátor Boleszlót dicsőítő későbbi lengyel krónikákban csodálatosan felnagyítva tűnik elő. Gallus Anonymus, akire ura, III. Boleszláv lengyel fejedelem 1110-ben azt a feladatot bízta, hogy krónikájában Bátor Boleszlávról tíz fejezetben egy Szent lstván-legendaszerű magasztaló életrajzot s a végén egy verses dicshimnuszt írjon, egyebek között ezeket a költői kérdéseket teszi fel: "Vajon nem ő volt-e az, aki Moráviát és Csehországot leigázta; és Prágába helyezte fejedelmi székét?... Vajon nem ő győzött-e többször a magyarok felett, és egész területüket a Dunáig elfoglalta? A zabolátlan szászokat pedig annyi vitézséggel fékezte meg, hogy országuk közepébe, a Saale folyónál állította fel érc határjelét." Boleszláv körülbelül annyi ideig birtokolta a magyar határvárakat, ameddig Prágában székelt, és körülbelül úgy terjesztette uralmát a Dunáig, mint a Saaléig. Gallus Anonymus költői túlzásai azonban alapot adtak még féktelenebb fantaziálásra. A háborúskodás 1018-ig tartott, amikor a bautzeni béke eredményeképpen Boleszláv megtartotta Lusatiát és Misniát, Henrik pedig megkapta Csehországot.
Nem sokkal ezután Boleszláv hadjáratot indított Kijev ellen. Miután csatában legyőzte I. Jaroszláv kijevi nagyfejedelmet 1018. június 21-én, a kijevi trónra saját vejét, Jaroszláv fivérét, I. Szvjatopolkot ültette. Ekkor Boleszláv hatalma az Elba középső részének mellékfolyóitól a Nyugati-Bug keleti szakaszáig terjedt.

### Élete vége
Bár III. Ottó még 1000-ben királynak ismerte el, Boleszláv azzal próbálta tovább erősíteni helyzetét és a császári fennhatóságtól való függetlenséget, hogy a gnieznói érsekkel 1024. december 25-én ismét megkoronáztatta magát. A következő év közepén hunyt el.

## Családfája
| 4. Siemomysł †962                               |  |                               |  |  |                                      |
|                                                 |  | 2. I. Mieszko †992. május 25. |  |  |                                      |
| 5. ismeretlen                                   |  |                               |  |  |                                      |
|                                                 |  |                               |  |  | 1. Vitéz Boleszláv †1025. június 17. |
| 6. I. Boleszláv cseh fejedelem †967. július 15. |  |                               |  |  |                                      |
|                                                 |  | 3. Dobrawa †977               |  |  |                                      |
| 7. Biagota (?)                                  |  |                               |  |  |                                      |
|                                                 |  |                               |  |  |                                      |